# Loudian
Loudian (kinesiska: 娄店, 娄店乡) är en socken i Kina. Den ligger i provinsen Henan, i den centrala delen av landet, omkring 180 kilometer öster om provinshuvudstaden Zhengzhou. Antalet invånare är 33 029. Befolkningen består av 16 261 kvinnor och 16 768 män. Barn under 15 år utgör 20,0 %, vuxna 15-64 år 71 %, och äldre över 65 år 8,0 %.
Genomsnittlig årsnederbörd är 888 millimeter. Den regnigaste månaden är juli, med i genomsnitt 196 mm nederbörd, och den torraste är januari, med 7 mm nederbörd.